# Waga pomostowa

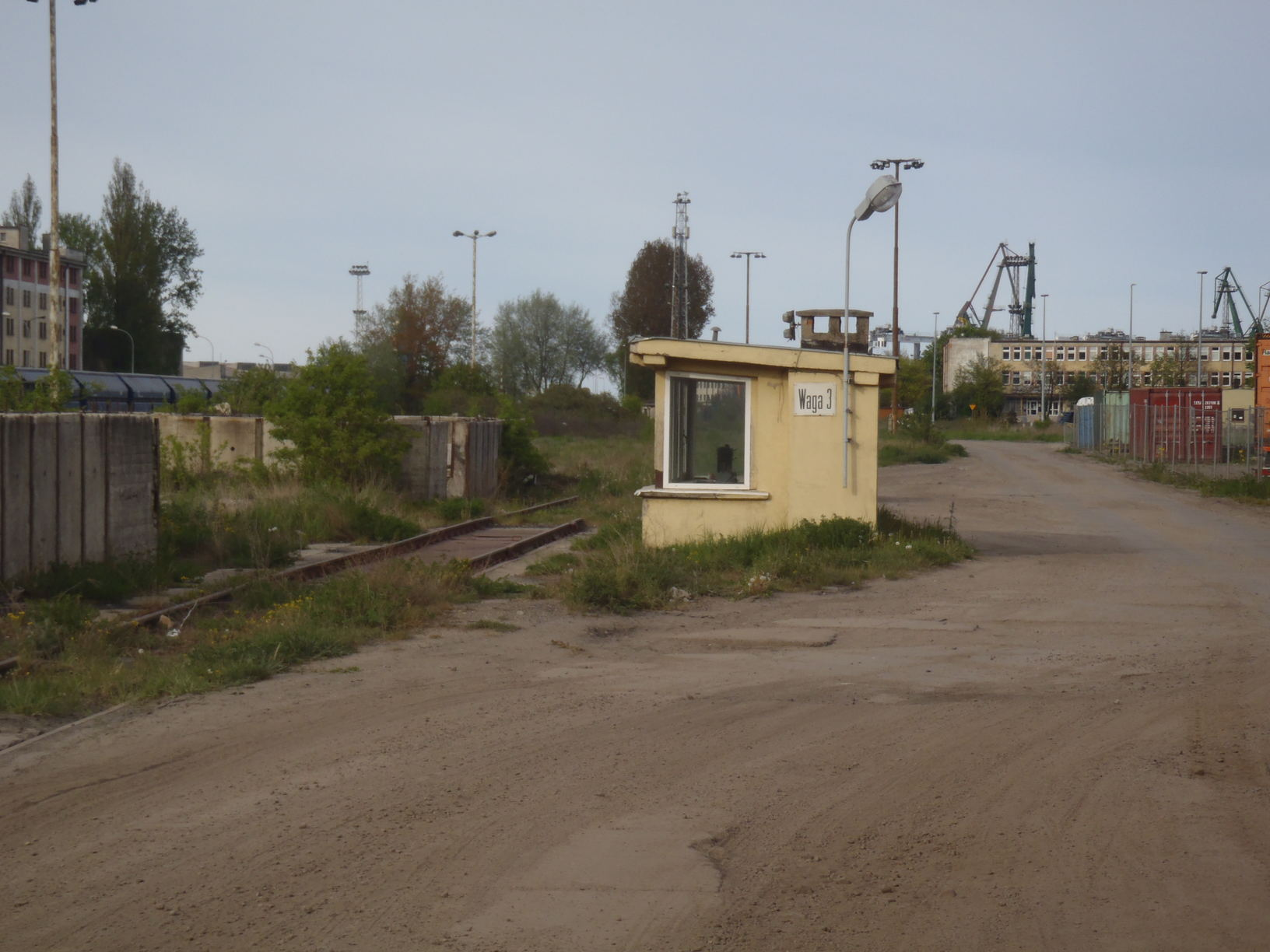
Kolejowa waga pomostowa

Waga pomostowa, waga platformowa – waga służąca do ważenia dużych ładunków w przemyśle i handlu hurtowym. Wyróżnia się nośnią o dużej wytrzymałości, pozwalającej na mechaniczne nakładanie towarów. 
Waga pomostowa może być przystosowana do zabudowy w gruncie lub posadzce, co umożliwia najechanie na nośnię pojazdem, po czym zważenie go wraz z ładunkiem.